# Les Trottoirs de Bangkok
Pour plus de détails, voir Fiche technique et Distribution.
Les Trottoirs de Bangkok est un film d'espionnage français réalisé par Jean Rollin en 1984. Avec La Nuit des traquées et Killing Car, il s'agit d'une de ses rares incursions dans le thriller.

## Synopsis
Rick, un agent secret français, est assassiné à Bangkok alors qu'il venait de dérober une petite fiole contenant une redoutable souche bactérienne, arme idéale pour déclencher une épidémie. Cependant, ses meurtriers ne parviennent pas à retrouver cet objet. En enquêtant sur les circonstances de sa mort, les services secrets français apprennent qu'il avait noué une relation avec une jeune Thaïlandaise du nom d'Eva, prostituée et stripteaseuse dans un bordel tenu par un certain Tong, et qu'il lui aurait donné un mystérieux cadeau dont elle ne se séparerait jamais. Soupçonnant aussitôt cet énigmatique présent d'être la redoutable fiole, ils dépêchent à Bangkok l'un de leurs fins limiers, Roger, avec la mission de retrouver Eva et de la ramener en France avec sa précieuse cargaison. Malheureusement, leur découverte est éventée par Rita, une dangereuse terroriste qui envoie immédiatement sur les traces de l'espion français sa complice la plus efficace, Claudine, afin que celle-ci le mette hors d'état de nuire et s'empare d'Eva ainsi que de la terrible arme bactériologique.
De fait, en Thaïlande, tout se déroule conformément au plan de Rita. Arrivée sur les lieux avant Roger, Claudine entre en contact avec lui en se faisant passer pour l'agent français chargé de le recevoir et de le guider (agent qu'elle a au préalable soigneusement éliminé). Elle le conduit ensuite dans le bordel de Tong et là, profitant de ce qu'il est absorbé par le spectacle de stripteases lascifs, elle persuade le proxénète de lui remettre, en échange d'une forte somme, Eva ainsi que l'objet qu'elle porte. Elle lui ordonne aussi de retenir Roger à l'intérieur de sa maison close et de l'éliminer. Ces formalités accomplies, elle s'arrange avec un marin français en visite dans l'établissement, le capitaine Bouyxou (sic), afin qu'il transporte Eva sur son bateau qui doit repartir pour Le Havre. Enfin, elle est autorisée par Tong à rencontrer personnellement Eva, laquelle ignore tout du décès de son ancien amant. Se présentant comme envoyée par ce dernier, elle lui raconte qu'il l'a chargée de la ramener en France, parce qu'il se languit de sa présence. Naturellement, il tient à ce qu'elle emporte avec elle le cadeau qu'il lui a fait. Enthousiasmée par la perspective de retrouver Rick et d'échapper enfin à sa triste condition de prostituée, la jeune fille croit immédiatement aux propos de Claudine et toutes deux s'éclipsent discrètement hors de la maison close, tandis que Roger, irrésistiblement séduit par les pensionnaires de Tong, oublie sa mission dans les bras de l'une d'entre elles sans s'inquiéter de la brusque disparition de son acolyte.
Le lendemain, Claudine conduit discrètement Eva jusqu'au bateau du capitaine Bouyxou, lequel lève les amarres dès son embarquement. Cependant, sur ces entrefaites, Roger s'aperçoit qu'on l'a dupé et il parvient in extremis à s'échapper du bordel de Tong, semant les tueurs envoyés contre lui. S'élançant vers le port pour rattraper Eva, il arrive malencontreusement trop tard, mais il essaie quand même d'abattre Claudine. Toutefois, cette dernière s'esquive et elle réussit à gagner l'aéroport de Bangkok, d'où elle s'envole pour la France. Ne se démontant pas pour autant, Roger contacte ses supérieurs à Paris et ces derniers décident d'intercepter Eva lors de son arrivée en France.
Trois semaines plus tard, le navire du capitaine Bouyxou aborde enfin le port du Havre. Cependant, conformément à un plan arrangé entre Claudine et le marin, Eva quitte le bâtiment avant que celui-ci n'ait accosté et elle gagne les quais à la nage pour se précipiter ensuite vers la gare de triage du port, où elle s'introduit clandestinement dans un train de marchandises qui démarre immédiatement en direction de Paris. Par conséquent, lorsque les agents des services secrets français (dont Roger, revenu de Thaïlande) investissent le bateau du capitaine Bouyxou, ils ne peuvent que constater l'absence de la jeune fille. Ne perdant pas espoir, ils retournent aussitôt à Paris, dans le but d'y arriver avant elle. De fait, au bout de quelques heures, le train emportant Eva s'arrête dans une gare de triage à l'ouest de la capitale. Là, la jeune Thaïlandaise est accueillie par Claudine qui l'y attendait exprès. Celle-ci tente de la forcer à lui remettre la fiole subtilisée par Rick, mais la petite prostituée lui répond qu'elle ne comprend rien à ce qu'elle lui raconte. Finalement, la terroriste s'aperçoit que Rick n'avait jamais confié son larcin à Eva et que le cadeau qu'il lui avait offert n'était rien qu'une photo de lui, qu'elle gardait précieusement dans ses vêtements. Saisie alors de pitié pour cette pauvre créature menacée d'être inutilement torturée par ses complices ou incarcérée en vain dans les prisons françaises, elle essaie de la faire échapper à ses poursuivants, mais elle est rattrapée par Rita et son gang qui stationnaient non loin de là et qui s'emparent d'Eva. Soudain, les agents secrets français arrivent sur les lieux. Après un violent combat, ils sont vaincus par les comparses de Rita qui les ligotent sur les voies ferrées avant d'emporter Eva et Claudine dans une riche demeure à la campagne. C'est alors que surgit Rick, en parfaite santé, tel un deus ex machina. Devant ses anciens collègues médusés, il explique qu'il n'a jamais été tué, que sa mort n'était qu'une duperie visant à lui permettre de garder la fiole pour lui, et que l'histoire du cadeau d'Eva n'était qu'un leurre pour les égarer sur une fausse piste. Puis il les abat froidement avant de se lancer sur les traces de Rita et de sa troupe.
Dans sa superbe maison, Rita refuse de croire aux affirmations de Claudine sur la non-implication d'Eva et, pour que cette dernière avoue où se cache l'arme bactériologique, elle la fait torturer par ses deux gardes du corps, Florence et Monique. En voulant empêcher ce supplice, Claudine est abattue. Soudain, Rita voit débouler dans sa demeure Rick qui la tue ainsi que tous ses complices. Il libère ensuite Eva, folle de joie devant sa réapparition, mais c'est pour lui révéler toute l'histoire et lui annoncer qu'il doit l'éliminer à son tour, parce qu'il s'apprête à vendre la fiole à une puissance étrangère et qu'il ne peut laisser subsister aucun témoin gênant. Cependant, au moment où va appuyer sur la détente, il est assailli par le chien d'un des agents secrets qu'il avait abattus, lequel l'avait lui aussi suivi à la trace pour venger son maître. Sous le choc, il laisse tomber son pistolet. Aussitôt, Eva s'en empare et le tue, punissant ainsi sa trahison.

## Fiche technique
- Réalisation : Jean Rollin
- Assistants réalisateurs : Dominique Treillou et Pierre Pattin
- Scénario : Jean Rollin et Jean-Claude Benhamou
- Directeur de la photographie : Claude Becognée
- Montage : Jeanette Kronegger
- Musique : Georges Lartigau
- Production : André Samarcq, Impex Films et les Films ABC
- Producteur exécutif : Lionel Wallmann
- Pays d'origine : France
- Durée : 85 minutes
- Couleur : couleur
- Limite d'âge : interdit aux moins de 13 ans (en 1984)[2]
- Date de sortie : 24 octobre 1984.

## Distribution
- Yoko : Eva
- Françoise Blanchard : Claudine
- Brigitte Borghese : Rita
- André-Richard Volniévy : Roger
- Jean-Claude Benhamou : le chef des services secrets français
- Gérard Landry : Rick
- Olivier Rollin : Jacques (son assistant)
- Jean-Paul Bride : Tong
- Jean-Pierre Bouyxou : le capitaine Bouyxou
- Michelle Davy : Monique (la première femme de main de Rita)
- Diane Suresne : Florence (la seconde femme de main de Rita)
- Sandrine Thoquet : la petite fille
- Carel Rollin : le petit garçon
- Jean Rollin : le pseudo-assassin de Rick